# Jarlinson Pantano
Jarlinson Pantano Gómez (Cali, 19 november 1988) is een voormalig Colombiaans wielrenner die van 2017 tot 2019 reed voor Trek-Segafredo. Pantano reed bij de junioren ook op de baan en won medailles op het Colombiaanse kampioenschap puntenkoers bij de nieuwelingen en de junioren.
In 2008 eindigde hij in de top-10 van zowel de Ronde van de Isard (5e), GP Tell (2e) als Ronde van de Toekomst (7e). In 2010 wist hij zelfs het podium van de Ronde van de Toekomst te halen toen hij als derde in het eindklassement eindigde, hij won wel het bergklassement.
Pantano reed vanaf 2015 voor IAM Cycling. Bij deze ploeg had hij zijn grote doorbraak voor het grote publiek. 2016 was voor Pantano een belangrijk jaar. Hij won een etappe in de Ronde van Zwitserland en was de beste in de 15e etappe van de Tour de France. In 2016 nam Pantano deel aan de wegwedstrijd op de Olympische Spelen in Rio de Janeiro, maar reed deze niet uit. Zijn succesvolle jaar leverde hem een contract op bij WorldTour-formatie Trek-Segafredo waar hij vooral fungeerde als de belangrijkste helper van Alberto Contador. In 2017 werd Pantano Colombiaans kampioen tijdrijden. In de wegrit van dit kampioenschap behaalde hij de tweede plaats.
Op 15 april 2019 werd bekend dat Pantano door de UCI was betrapt op het gebruik van EPO twee dagen na de Ronde van de Haut-Var. Hij werd daarop door zijn ploeg Trek-Segafredo geschorst. In juni 2019 maakte hij bekend te stoppen met wielrennen. Hij gaf aan 'Ik ben onschuldig en voel me verraden', maar wilde zijn schorsing niet aanvechten.

## Belangrijkste overwinningen
2009
5e etappe Coupe des nations Ville Saguenay
2011
7e etappe Ronde van Colombia
2014
Bergklassement Ronde van de Middellandse Zee
2016
9e etappe Ronde van Zwitserland
15e etappe Ronde van Frankrijk
2017
 Colombiaans kampioen tijdrijden, Elite
2018
5e etappe Ronde van Catalonië

## Resultaten in voornaamste wedstrijden
| Jaar | Ronde van Italië | Ronde van Frankrijk | Ronde van Spanje |
| ---- | ---------------- | ------------------- | ---------------- |
| 2012 |                  |                     |                  |
| 2013 | 46e              |                     |                  |
| 2014 | 32e              |                     |                  |
| 2015 |                  | 19e                 |                  |
| 2016 |                  | 19e (1)             |                  |
| 2017 |                  | 46e                 | 33e              |
| 2018 | 54e              |                     |                  |

| Jaar | Milaan-San Remo | Luik-Bast.‑Luik | Ronde van Lombardije | Waalse Pijl |  | WK op de weg |  | Wereldranglijsten |
| ---- | --------------- | --------------- | -------------------- | ----------- |  | ------------ |  | ----------------- |
| 2012 |                 |                 | opgave               |             |  |              |  |                   |
| 2013 |                 |                 | opgave               |             |  |              |  |                   |
| 2014 |                 | 56e             | 56e                  |             |  |              |  |                   |
| 2015 |                 | 43e             | opgave               | opgave      |  | opgave       |  | 110e (UWT)        |
| 2016 | 32e             | opgave          | opgave               | 75e         |  |              |  | 41e (UWT)         |
| 2017 |                 | 53e             | opgave               | 37e         |  | 67e          |  | 121e (UWT)        |
| 2018 |                 |                 |                      |             |  |              |  |                   |

## Ploegen
- 2008 –  Colombia es Pasión-Coldeportes
- 2009 –  Colombia es Pasión-Coldeportes
- 2010 –  Café de Colombia-Colombia es Pasión
- 2011 –  Colombia es Pasión-Café de Colombia
- 2012 –  Colombia-Coldeportes
- 2013 –  Colombia
- 2014 –  Colombia
- 2015 –  IAM Cycling
- 2016 –  IAM Cycling
- 2017 –  Trek-Segafredo
- 2018 –  Trek-Segafredo
- 2019 –  Trek-Segafredo

Aregger · Brändle · Chavanel · Chevrier · Clement · Coppel · Degand · Denifl · Devenyns · Elmiger · Enger · Frank · Fumeaux · Haussler · Hollenstein · Kluge · Lang · Pantano · Pellaud · Pelucchi · Pineau · Reichenbach · Reynés · Saramotins · Schelling · Tanner · Vangenechten · Warbasse · Wyss
Aregger · Brändle · Chevrier · Clement · Coppel · Denifl · Devenyns · Elmiger · Enger · Frank · Fumeaux · Haussler · Hollenstein · Howard · Kluge · Laengen · Lang · Naesen · Pantano · Pellaud · Pelucchi · Reynés · Saramotins · Tanner · Vangenechten · Warbasse · Wyss · Zaugg
Alafaci · Beppu · Bernard · Brändle · Cardoso · Coledan · Contador · Daniel · Degenkolb · Didier · Felline · Gogl · Guerreiro · Hernández · Irizar · de Kort · Mollema · Nizzolo · Pantano · Pedersen · van Poppel · Rast · Reijnen · Stetina · Stuyven · Theuns · Zubeldia · Conci (stagiair) · Moschetti (stagiair) · Toovey (stagiair)
Alafaci · Beppu · Bernard · Brambilla · Brändle · Conci · Daniel · Degenkolb · Didier · Eg · Felline · Frame · Gogl · Grmay · Guerreiro · Irizar · de Kort · Mollema · Mullen · Nizzolo · Pantano · Pedersen · van Poppel · Rast · Reijnen · Skujiņš · Stetina · Stuyven
Beppu · Bernard · Brambilla · Ciccone · Clarke · Conci · Degenkolb · Eg · Felline · Frame · Gogl · Irizar (actief t/m 3 augustus) · Kirsch · de Kort · Mollema · Mosca (vanaf 1 augustus) · Moschetti · Mullen · Pantano · Pedersen  · Porte · Reijnen · Skujiņš · Stetina · Stuyven · Theuns · Debeaumarché (stagiair) · López (stagiair) · Quarterman (stagiair)